# Remonstranten
Die Remonstranten (von lateinisch remonstrare „zurückweisen“), auch Arminianer genannt, sind eine protestantische Religionsgemeinschaft in den Niederlanden und in Schleswig-Holstein. Der offizielle niederländische Name der Remonstranten lautet Remonstrantse Broederschap (Remonstrantische Bruderschaft).

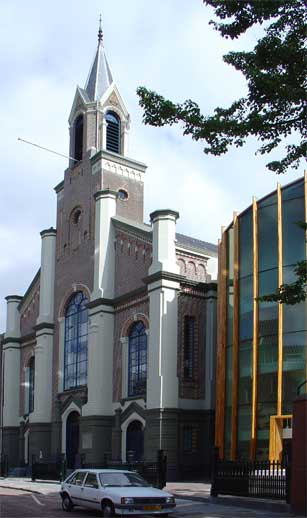
Remonstrantenkirche in Groningen

## Geschichte
Die Wurzeln der Remonstranten liegen in den Niederlanden des 17. Jahrhunderts. In den ersten Jahrzehnten dieses Jahrhunderts trennten sich hier die Remonstranten von der calvinistisch geprägten Evangelisch-reformierten Kirche. Grund war deren strenge Prädestinationslehre, die von den Remonstranten zurückgewiesen wurde. Die Streitfrage lautete, ob Menschen sich für Gott entscheiden können oder ob Gott sich seine Getreuen auswählt. Anders als die calvinistischen Contraremonstranten betonten die Remonstranten die Willens- und Glaubensfreiheit des Menschen und plädierten für eine größere Vielfalt innerhalb des reformierten Glaubens. Aufgrund dieser Lehranschauungen mussten sie als Verfolgte ihre niederländische Heimat verlassen. Einige von ihnen emigrierten ins Herzogtum Schleswig und gründeten dort die Siedlung Friedrichstadt, wo sie noch heute eine Kirche besitzen.

## Lehre
Ihre Lehre, die auch Arminianismus genannt wird, basiert auf den Schriften des reformierten Theologen Jacobus Arminius (1560–1609). Sie lehnt die Prädestinationslehre Johannes Calvins entschieden ab und propagiert stattdessen den von Gott befreiten Willen des Menschen. Die Erbsünde ist zwar absolut, allerdings kann der Mensch zwischen Gut und Böse unterscheiden und sich mit Hilfe der vorauseilenden Gnade Gottes für die Umkehr zu Gott und die Nachfolge Jesu entscheiden.
Der oftmals von calvinistischer Seite geäußerte Vorwurf der Nähe der Remonstranten zum Pelagianismus wird von den Remonstranten energisch zurückgewiesen. Die Fähigkeit zur Selbsterlösung im Pelagianismus wird von den Remonstranten abgelehnt: Der Mensch ist durch die Erbsünde grundsätzlich nicht dazu fähig. Das Handeln Gottes an den Menschen macht diese aber fähig, zu Gott umzukehren und in der Nachfolge Jesu zu leben. Im Gegensatz zur calvinistischen Lehre bestimmt Gott – nach der Überzeugung der Remonstranten – aber nicht vorher, wer als Sünder verdammt oder als geheiligt errettet wird (doppelte Prädestination). Der Mensch wird durch Gottes vorauseilende Gnade dazu befähigt, sich selbst zu entscheiden.

### Die geltende Grundsatzerklärung der Remonstranten
Die Remonstranten vertreten heute eine undogmatische, liberale und in Freiheit und Toleranz verwurzelte Glaubenslehre. Alle Remonstranten finden sich in folgender Grundsatzerklärung (wörtlich) wieder:
Die Remonstrantische Bruderschaft ist eine Glaubensgemeinschaft, die im Evangelium von Jesus Christus verwurzelt ist. Und die getreu ihrem Grundsatz von Freiheit und Toleranz Gott ehren und [ihm] dienen will.

### Glaubensgrundsätze im 17. Jahrhundert
Ihre aus der Tradition zu verstehenden fünf Glaubensgrundsätze lassen sich wie folgt zusammenfassen:
- Bedingte Erwählung: Gott hat beschlossen, durch Jesus Christus diejenigen aus der sündigen Menschheit zu erretten, die durch die Gnade des heiligen Geistes an Christus glauben, aber Gott belässt diejenigen in der Sünde, die die Errettung ablehnen.
- Universale Genugtuung: Christus erlitt seinen Tod für alle Menschen, aber Gott wählt nur diejenigen für die Erlösung aus, die an Christus glauben.
- Befreiung des Willens aus der Erbsünde: Freier Wille ist aufgrund der Erbsünde nicht der natürliche Zustand des Menschen. Die Gnade Christi arbeitet aber in allen Menschen, um sie fähig zu einer freien Entscheidung für die Umkehr zu Gott zu machen.
- Ablehnbare Gnade: Die Gnade Gottes wirkt für das Gute in allen Menschen und schafft Erneuerung des Lebens durch den Glauben. Aber die Gnade kann abgelehnt werden, sogar von denen, die zu einem neuen Leben im Glauben gelangt sind.
- Möglichkeit des Abfalls vom Glauben: Diejenigen, die durch den wahren Glauben mit Christus vereinigt sind, haben durch die Gnade des Heiligen Geistes, der sie unterstützt, die Kraft, im Glauben beständig zu bleiben. Aber es ist für einen Gläubigen auch möglich, von der Gnade abzufallen.

## Bekannte Vertreter
Zu den Remonstranten gehörte der niederländische Staatsmann und Diplomat Johan van Oldenbarnevelt; neben Konflikten mit dem Statthalter Moritz von Oranien waren es unter anderem seine religiösen Ansichten, die 1619 zu seiner Hinrichtung führten. Zusammen mit Oldenbarnevelt wurden auch der Philosoph und Rechtsgelehrte Hugo Grotius sowie der Leidener Pensionär Rombout Hogerbeets und Gilles van Leedenberch – der Ratspensionär der niederländischen Provinz Utrecht – gefangen genommen; Grotius konnte sich der Haft durch Flucht entziehen. In Amsterdam wurde wie in diversen anderen Städten die Stadtregierung von den Anhängern Oldenbarnevelts „gesäubert“'; dieser Aktion fielen unter anderen Jakob de Graeff Dircksz und Cornelis Hooft zum Opfer.
Der wohl bekannteste lebende Theologe der Remonstranten ist der Baptist Roger E. Olson (* 1952), ein Schüler Wolfhart Pannenbergs und 2017 emeritierter Professor an der Baylor University in Texas. Er ist ein profilierter Kritiker der calvinistischen Lehre.

## Verbreitung
Die Gemeinschaft der Remonstranten zählt heute rund 4.000 Mitglieder, Freunde und Angehörige. Die meisten von ihnen leben in den Niederlanden. In Deutschland gibt es zwei Gemeinden: in Friedrichstadt in Schleswig-Holstein und in Kelsterbach in Hessen, außerdem das Remonstrantenforum in Berlin. Die Friedrichstädter Gemeinde zählt 174 Mitglieder, wovon die Hälfte in Friedrichstadt und die Hälfte in der Diaspora lebt. In Kelsterbach gibt es 42 Mitglieder, die sich auf diese südhessischer Kommune und die süd- und westdeutschen Bundesländer verteilen.

## Organisation und Gemeindeleben

### Mitgliedschaft
Zur Bruderschaft gehören sowohl Vollmitglieder, die die Grundsatzerklärung (siehe oben) der Gemeinschaft unterschrieben haben, als auch Gastmitglieder, die sich aufgrund einer persönlichen Erklärung den Gemeinden als Freund angeschlossen haben. Im praktischen Gemeindealltag wird jedoch zwischen Vollmitgliedern und Freunden kein Unterschied gemacht. Beide haben das aktive und passive Wahlrecht.

### Taufe und Abendmahl
Kinder- und Erwachsenentaufe stehen gleichberechtigt nebeneinander, bewirken aber nicht die Mitgliedschaft in den Gemeinden. Voraussetzung hierfür sind die schon erwähnten Erklärungen.
Die remonstrantischen Gemeinden verstehen sich darüber hinaus als Angebot für alle, die in ihren angestammten Kirchen keine geistliche Heimat (mehr) finden. Die Teilnahme an den Gottesdiensten und am Abendmahl steht allen, die sich dazu gerufen wissen, offen.

### Organisation
Zur Remonstrantse Broederschap gehören 46 niederländische Gemeinden. Zwei weitere befinden sich in Friedrichstadt an der Eider in Schleswig-Holstein und Kelsterbach in Hessen. 1997 wurde außerdem die landesweite Junge Gemeinde Arminius gegründet, die für Kinder und Jugendliche eine Reihe von Angeboten bereithält.
Die Gemeinden sind kongregationalistisch geprägt und besitzen ein hohes Maß an Autonomie. Abgeordnete aus den Ortsgemeinden bilden zusammen mit den verantwortlichen Leitern des Predigerkonvents die Algemene Vergadering van Bestuur (deutsch Allgemeine Ratsversammlung), die sich einmal jährlich trifft und über alle wichtigen gemeinsamen Anliegen der gesamten Bruderschaft entscheidet. Exekutivorgan des Gemeindebundes ist die Commissie tot de Zaken (Verwaltungskommission), abgekürzt CoZa. Sie hat ihren Sitz in Utrecht.
Im Jahr 2013 gaben die Remonstranten zusammen mit anderen protestantischen Kirchen in den Niederlanden (Protestantische Kirche, Mennoniten/Taufgesinnte, Freisinnige und andere) ein gemeinsames ökumenisches Gesangbuch (Liedboek – zingen en bidden in huis en kerk) heraus. Die Gemeinde in Friedrichstadt benutzt die reformierte Ausgabe, die Gemeinde in Kelsterbach die hessische Ausgabe des Evangelischen Gesangbuchs und ihr Ergänzungsheft.

## Remonstranten in Schleswig und Holstein

### Geschichte

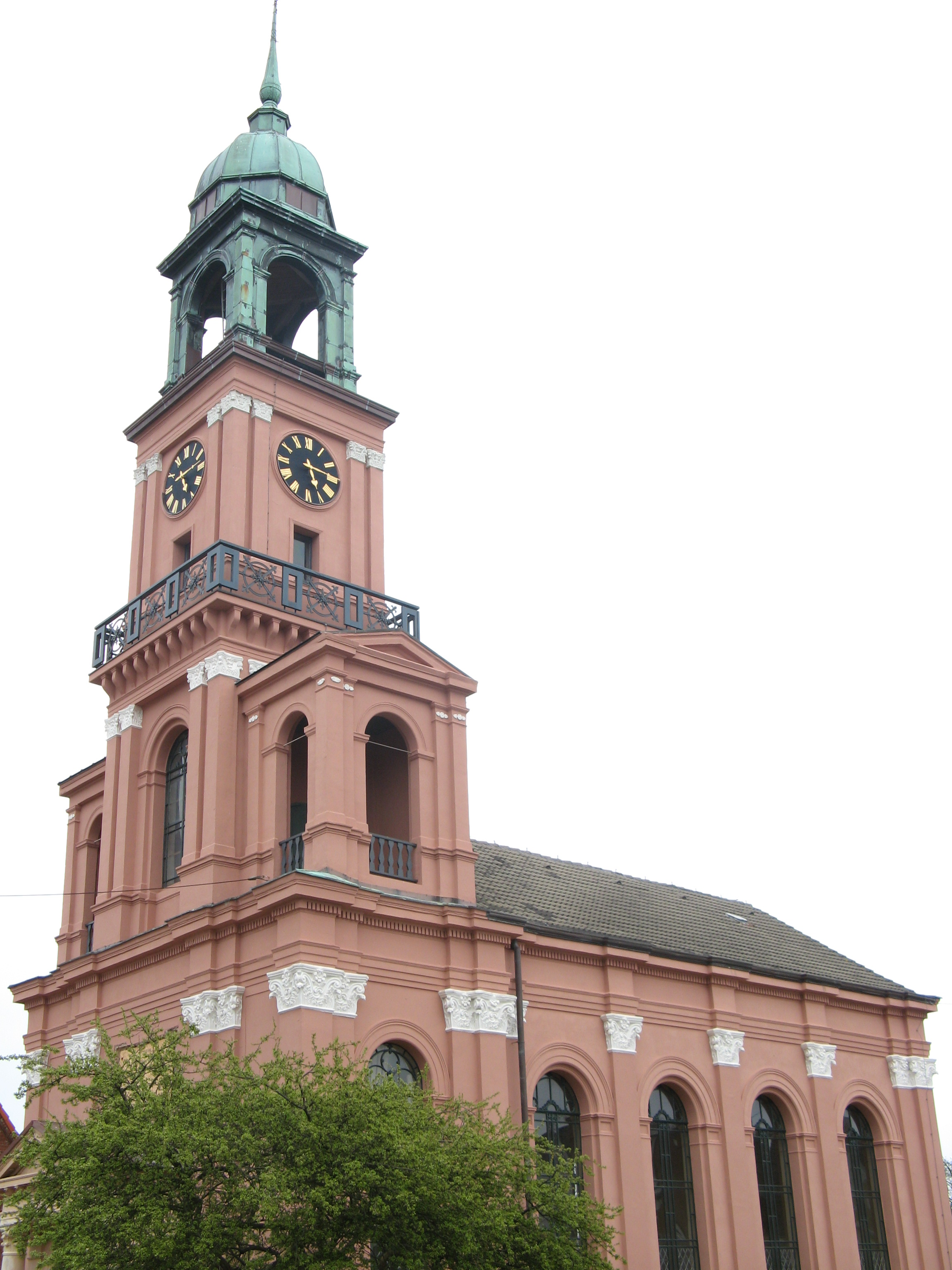
Remonstrantenkirche Friedrichstadt

Friedrich III., Herzog in den gottorfschen Anteilen der Herzogtümer Schleswig und Holstein, gestattete verfolgten Remonstranten aus den Niederlanden, sich im südlichen Schleswig nahe der Eidermündung anzusiedeln. Nachdem die Glaubensflüchtlinge 1621 die Stadt Friedrichstadt errichtet hatten, erbauten sie 1625 dort ihr erstes Gotteshaus und legten einen heute noch existierenden Friedhof an. 1850 wurde diese Kirche im Schleswig-Holsteinischen Krieg durch ein Bombardement holsteinischer Truppen völlig zerstört, konnte aber bereits vier Jahre später neu errichtet werden.
Zur Friedrichstädter Gemeinde gehören heute rund 200 Mitglieder und Freunde. Die Tendenz ist wachsend. Etwa die Hälfte der Gemeindemitglieder wohnt in Friedrichstadt, die andere Hälfte in der Diaspora. Gottesdienste finden einmal im Monat sowie an den Festtagen statt. Seelsorgerlich werden die Friedrichstädter Remonstranten von einem niederländischen Pastor und einer Pastorin betreut.

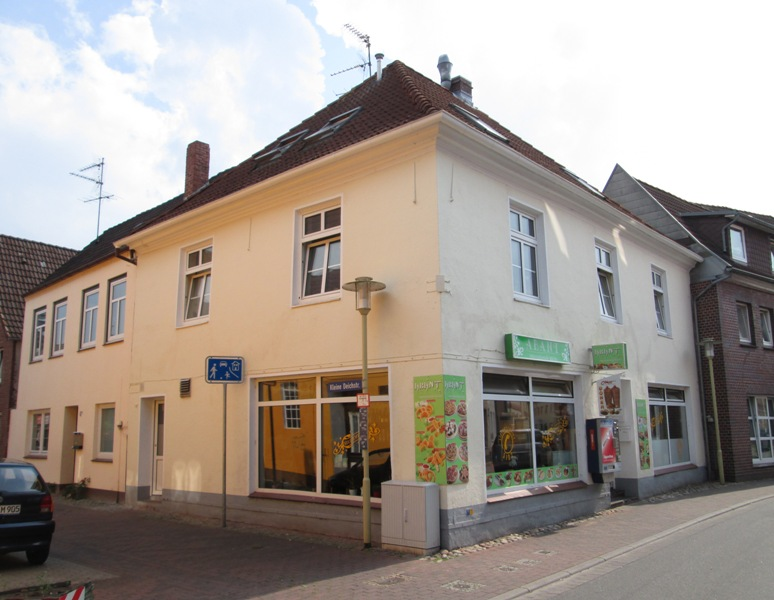
Ehemals niederländische Kirche und Schule in Glückstadt

Neben Friedrichstadt siedelten sich niederländische Remonstranten im 17. Jh. auf Einladung des dänischen Königs Christian IV. auch in Glückstadt im benachbarten Holstein an, wo sie gemeinsam mit den Reformierten (Contraremonstranten) und Mennoniten (Täufer) die niederländische Kirche in der Schlachterstraße nutzten. Zudem gab es dort einen von allen drei Konfessionen genutzten niederländischen Friedhof. Die dortige remonstrantische Gemeinde erreichte jedoch nie die Bedeutung der Gemeinde in Friedrichstadt und löste sich noch im 17. Jh. wieder auf.

### ACK-Mitgliedschaft
Nach langjährigem Gaststatus und Beteiligung am interkonfessionellen Dialog wurden die Remonstranten 2018 offiziell als Vollmitglied in die Arbeitsgemeinschaft Christlicher Kirchen Schleswig-Holsteins (ACK-SH) aufgenommen. Dieser Schritt wurde von den ACK-SH-Mitgliedern als Bereicherung angesehen und von dem ACK-SH-Vorsitzenden Martin Haasler als „ökumenischer Glücksfall“ beschrieben.

## Remonstranten in Kelsterbach
Im Jahr 2024 gründete sich nach Besuchen in Friedrichstadt und bei niederländischen Remonstranten in Nijmegen auch eine Remonstrantische (Teil-)Gemeinde in Kelsterbach bei Frankfurt/M. Sie zählt 42 Mitglieder und Freund:innen. Die Tendenz ist auch hier wachsend.